# Stemodia veronicoides
Stemodia veronicoides é uma espécie de planta do gênero Stemodia e da família Plantaginaceae.

## Taxonomia
A espécie foi descrita em 1862 por Johann Anton Schmidt.

## Forma de vida
É uma espécie rupícola, terrícola e herbácea.

## Descrição
Diferencia-se de Stemodia microphylla por geralmente possuir folhas maiores (2,1 – 5,3 vs. 0,6 – 1,8 centímetros de comprimento ) e pedicelos mais longos (1,3 – 2,2  vs. 0,5 – 1,2 centímetros  de comprimento).
| Caule                 | Caule                                |
| --------------------- | ------------------------------------ |
| orientação            | prostrado/ascendente/procumbente     |
| Folha                 |                                      |
| inserção no caule     | peciolada                            |
| base                  | não amplexicaule                     |
| lâmina                | inteira                              |
| Inflorescência        |                                      |
| disposição das flores | solitária ou geminada axilar         |
| Flor                  |                                      |
| pedicelo              | acima 5 milímetros de de comprimento |
| bractéola             | presente                             |
| orientação            | ressupinada                          |
| Fruto                 |                                      |
| cápsula               | septicida/loculicida                 |

## Conservação
A espécie faz parte da Lista Vermelha das espécies ameaçadas do estado do Espírito Santo, no sudeste do Brasil. A lista foi publicada em 13 de junho de 2005 por intermédio do decreto estadual nº 1.499-R.

## Distribuição
A espécie é encontrada nos estados brasileiros de Bahia, Espírito Santo, Minas Gerais e Rio de Janeiro.
Em termos ecológicos, é encontrada nos  domínios fitogeográficos de Cerrado e Mata Atlântica, em regiões com vegetação de campos de altitude, campos rupestres e floresta ombrófila pluvial.